# Гіробус

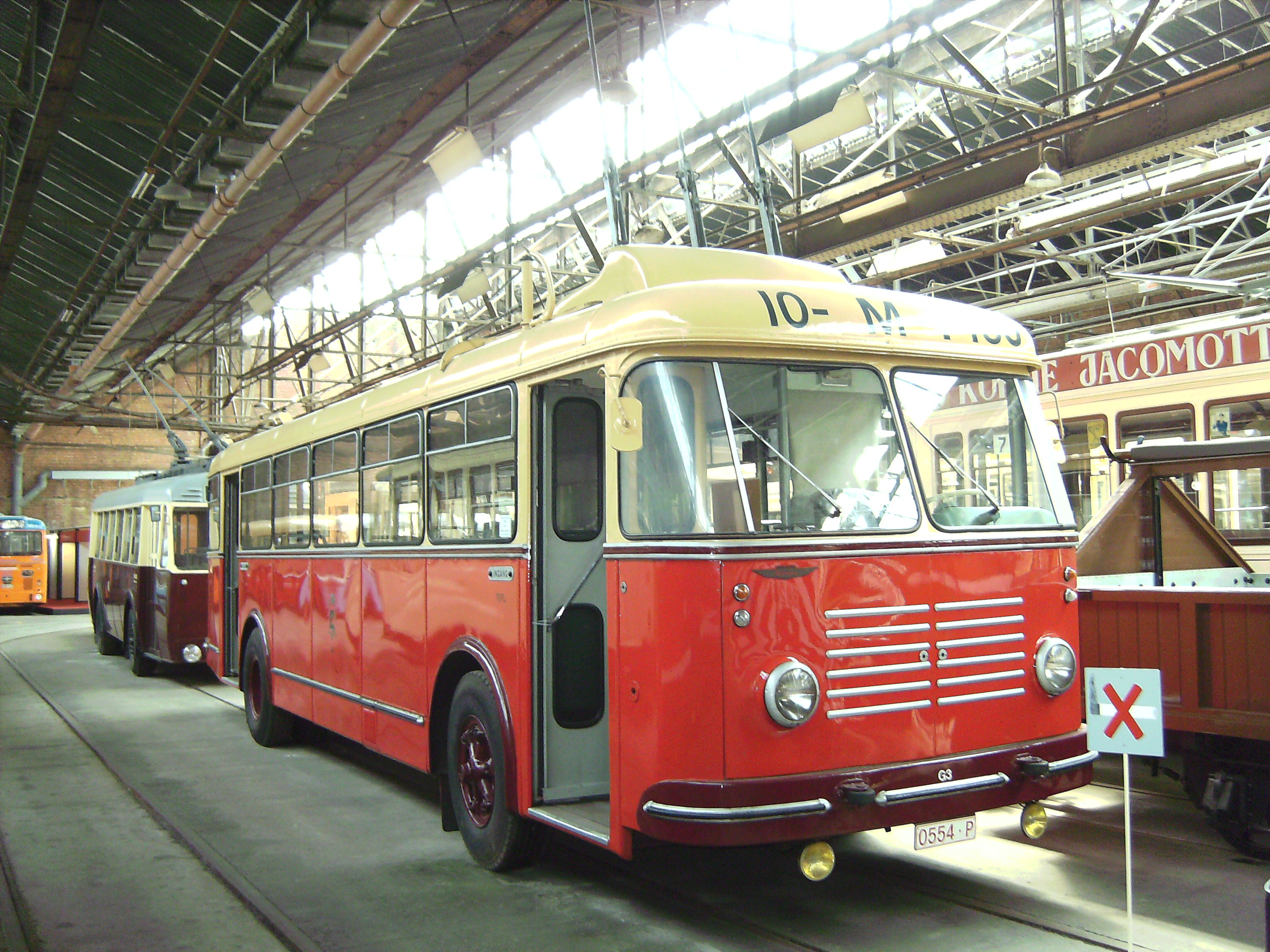
Gyrobus G3, останній гіробус (вироблений 1955 року) у Фламандському музеї трамваїв і автобусів, Антверпен.

Гіробус (англ. gyrobus, нім. Girobus; від кореня gyro-, що означає обертання і сходить до грец. γῦρος — «коло») — безрейковий самохідний транспортний засіб з механічним акумулятором енергії — маховиком. Є й електричні жиробуси. Допоміжний транспортний засіб для коротких трас; придатний для обслуговування вибухонебезпечних об'єктів. Станом на початок ХХІ ст. серійно не випускається.